# Morphing

Uma animação com efeito morphing entre dois rostos.

Morphing ou morph é um efeito especial de computação gráfica que permite uma transição ou metamorfose gradual entre duas ou mais imagens, criando a ilusão de transformação de uma coisa em outra. Envolve deformação espacial e modificação de tonalidades, de modo que uma imagem inicial será gradualmente transformada numa imagem final. Frequentemente empregado na área do entretenimento, esse recurso pode ser visto, por exemplo, em produções de cinema, televisão e em jogos eletrônicos.

## Etimologia
O anglicismo morphing é derivado de metamorphosis que, por sua vez, originou-se da palavra grega μεταμόρφωσις, transliterada como a junção dos termos meta e morphē ("mudança" e "forma") significando, portanto, transformação. Na língua portuguesa, não há uma tradução precisa para o nome do efeito digital, que geralmente é referido pela denominação em inglês; todavia, menos frequentemente, a técnica pode ser designada por expressões como "efeito morfo" e "morfagem".

## Técnicas precursoras de transformação

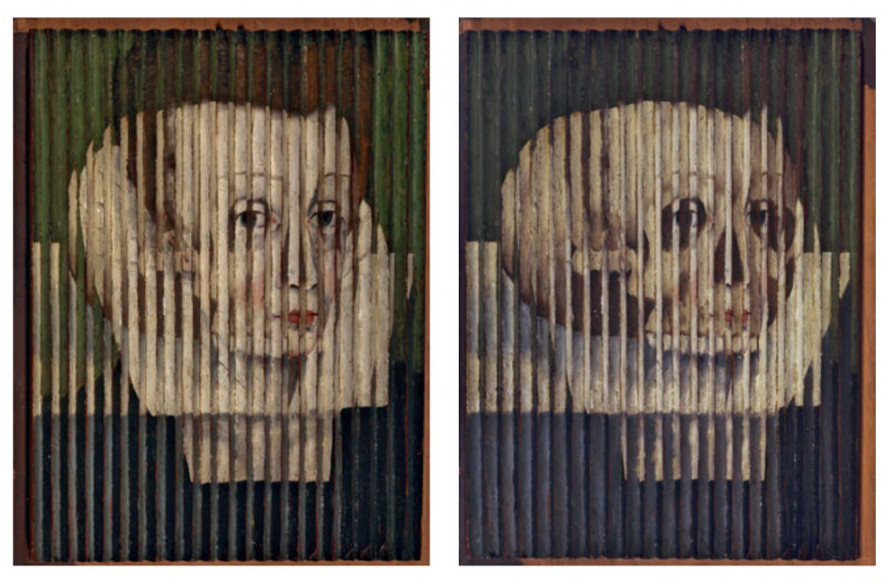
Visualização por dois ângulos diferentes de uma pintura a óleo em tabula scalata de autoria desconhecida, datada de 1580; exposto na Galeria Nacional Escocesa de Retratos, este suposto retrato de Maria da Escócia revela a cabeça de uma mulher transformando-se num crânio.

### Recursos pictóricos e mecânicos
Muito antes do surgimento do morphing como efeito digital, várias técnicas similares foram usadas em produções artísticas. Um dos dispositivos transformadores de imagens mais antigos é a tabula scalata, surgida por volta do século XVI na Inglaterra. De princípio anamórfico, as tabulas scalatas são pinturas feitas sobre um suporte ondulado, em geral com faixas verticais viradas alternadamente para um lado ou para o outro. À primeira vista, essas obras mostram apenas imagens distorcidas, porém, quando observadas de um ângulo correto, revelam um retrato duplo que ilusoriamente muda de face conforme o olhar do espectador.
Em torno de 1790, François Dominique Séraphin, artista francês do teatro de sombras, usou um boneco de metal com partes articuladas para representar uma jovem cujo rosto modifica-se para o de uma bruxa. Alguns diapositivos de lanternas mágicas do século XIX produziam mudanças na aparência de figuras; por exemplo, para fazer um nariz aumentar bastante de tamanho, deslizava-se lentamente um pedaço de vidro pintado de preto que escondia parte de outra placa de vidro com a imagem.
Na década de 1830, o inglês Henry Langdon Childe desenvolveu para a lanterna mágica uma técnica de transição gradativa de imagens por meio da qual uma delas surgia enquanto a outra se desvanecia, processo que ficou conhecido como "vistas dissolventes" (dissolving views). Esse recurso se popularizou nas apresentações das lanternas, mostrando principalmente paisagens que mudavam da versão diurna para a noturna ou do verão para o inverno. Outros exemplos incluíam bosques se transformando em catedrais e uma pintura que representava um soldado, adormecido no campo de batalha, cujos sonhos eram exibidos por meio de imagens que se "dissolviam" acima de sua cabeça.

### Animação, cinema e televisão
Na animação, efeitos precursores do morphing foram criados muito antes da introdução do cinema. Um fenacistoscópio, projetado por Joseph Plateau e impresso por volta de 1835, apresenta a figura de uma cabeça feminina que assume as formas de bruxa e monstro. Considerado o primeiro filme de animação da história, o curta-metragem francês Fantasmagorie (1908), de Émile Cohl, mostra vários desenhos se transformando uns nos outros, evocando uma sensação de transformação constante.
Narren-grappen, curta-metragem de 1910, mostra a transformação gradual da roupa de uma personagem feminina. Alias Jimmy Valentine, filme de 1915 dirigido por Maurice Tourneur, apresentou uma sutil transformação do personagem principal do respeitado cidadão Lee Randall em seu alter ego criminoso, Jimmy Valentine. O episódio The Peter Tchaikovsky Story, da telessérie Disneyland (1959), apresenta um cisne autômato se transformando numa bailarina. Em 1985, o videoclipe de "Cry", da banda Godley & Creme, inovou ao ser totalmente elaborado com base num efeito analógico similar ao morph usado para mostrar diferentes rostos em sobreposição.

## Morphingdigital

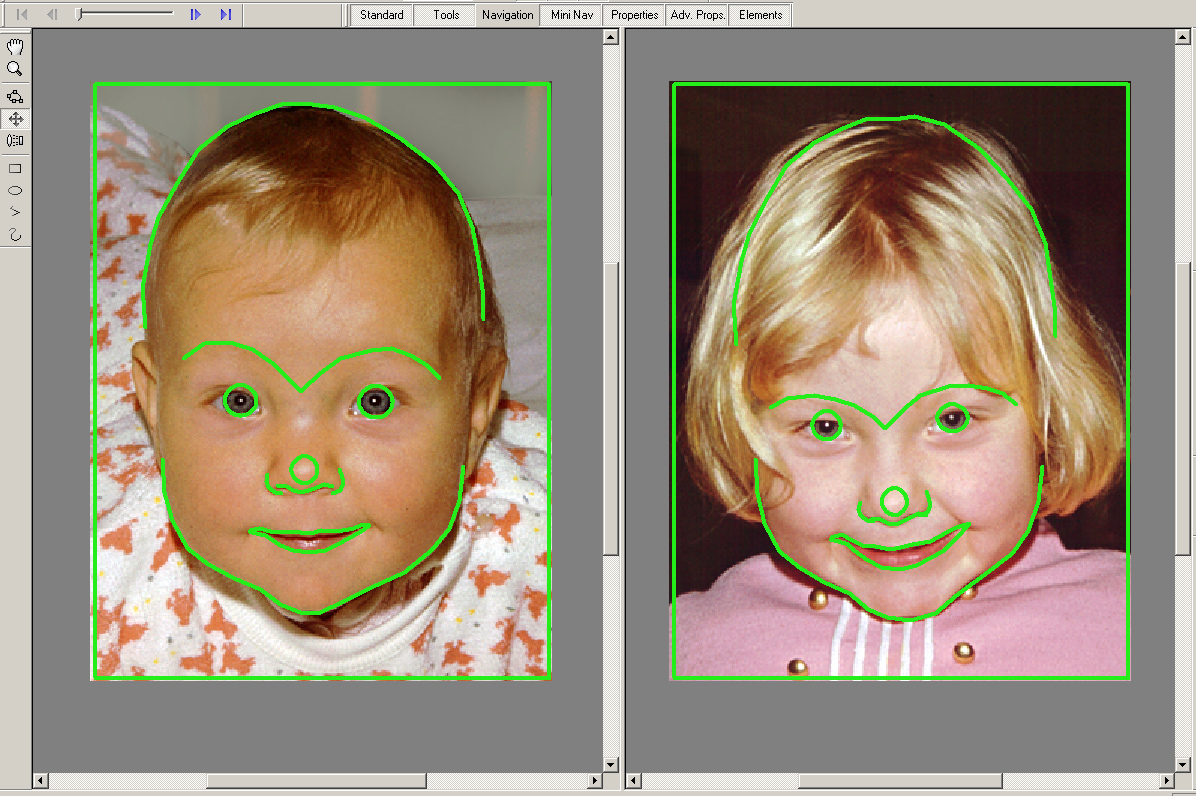
"Especificação de características" nas duas faces, etapa básica para possibilitar o efeito de metamorfose.

O efeito morphing é definido como um tipo de transformação entre duas ou mais imagens que envolve warping ("deformação" geométrica) e dissolve (combinação e alteração de cores), resultando numa imagem final derivada da metamorfose gradual da primeira imagem. Para que isso seja possível, é necessário definir elementos correspondentes em ambas as imagens, tais como a região dos olhos ou do nariz, caso sejam rostos; para determinar as regiões de interesse, pode-se recorrer a marcações como pontos, retas ou curvas. Essas etapas, denominadas "pareamento" ou "especificação de características", fazem parte do processo de warping e são usadas para criar funções de mapeamento que definem uma relação espacial entre todos os pontos das imagens utilizadas.

### Primeiros exemplos
Em 1982, o pesquisador Tom Brigham, do Instituto de Tecnologia de Nova Iorque, surpreendeu o público na conferência SIGGRAPH ao exibir uma sequência de vídeo que mostrava uma mulher que se distorcia e passava a ter a forma de um lince. Assim surgiu uma nova técnica de animação digital, que foi chamada de morphing. Uma versão inicial da tecnologia foi usada no filme Flight of the Navigator (1986), para criar uma nave espacial que mudava de forma à medida que acelerava, um efeito elaborado por uma equipe da Omnibus Computer Animation que incluía Bob Hoffman e Bill Creber. O longa-metragem The Golden Child (1986) mostrou o que foi considerado a primeira transição fotorrealística corporal entre dois seres, na sequência em que um rato se transforma num homem e volta à forma de rato em seguida.

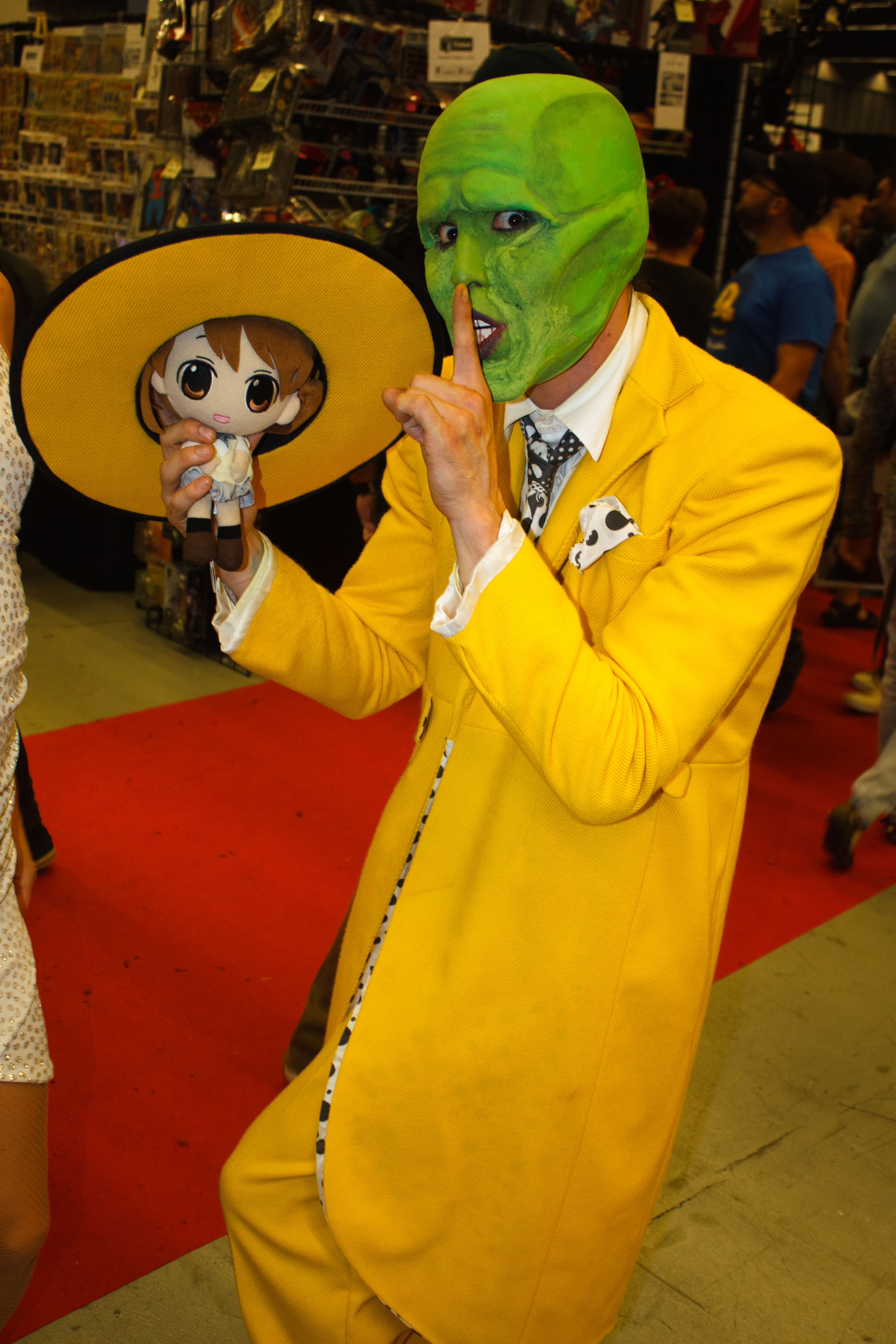
The Mask (1994), com seu protagonista transmorfo (em cosplay na imagem), é um exemplo de filme que usou o Elastic Reality, ferramenta de morphing amplamente empregada no cinema nos anos 1990.

Brigham e Doug Smythe, que futuramente receberiam um Oscar de realização científica e técnica por seu trabalho, aprimoraram as técnicas de morphing e desenvolveram para a Industrial Light & Magic um software ao qual chamaram Morf. Esse sistema foi então utilizado pela Lucasfilm nos filmes Willow (1988), na cena em que uma feiticeira transforma-se em vários animais antes de voltar à forma humana, e Indiana Jones and the Last Crusade (1989), para criar a terrível morte de Walter Donovan. Willow, com sua contribuição significativa para a popularização do morphing, é listado no Guinness World Records como o primeiro filme a ter feito "uso credível" desse efeito digital. No Brasil, a telenovela Tieta (1989) foi o primeiro programa desse gênero a apresentar o morphing na vinheta de abertura.
Em 1991, o morphing apareceu com destaque no videoclipe de "Black or White", de Michael Jackson, particularmente numa sequência em que os rostos de pessoas de diferentes etnias fazem transição de um para o outro. Sendo o mais avançado uso da técnica até então, o efeito recebeu grande atenção da mídia e do público, consolidando a Pacific Data Images, empresa desenvolvedora da tecnologia, como uma das principais produtoras de efeitos computacionais da época. Nos filmes Terminator 2: Judgment Day e Star Trek VI: The Undiscovered Country, também lançados em 1991, foram apresentadas várias cenas, criadas pela ILM, com uso extensivo do morphing. Dois anos depois, o videoclipe de "Who Am I? (What's My Name?)", de Snoop Dogg, mostrava o artista e outras pessoas transformando-se em cachorros.
No final dos anos 1980, Perry Kivolowitz e Garth Dickie desenvolveram o software Elastic Reality, que se destacava pela facilidade de uso, adquirido pela Avid. Seus algoritmos associavam técnicas avançadas de morphing a ferramentas de correção de cores, composição digital e outras funções. Começou a ser usado a partir de 1993 no filme In the Line of Fire e nas telesséries Quantum Leap e Star Trek: Deep Space Nine, na qual possibilitou cenas em que Odo mudava da forma humana para uma bolha líquida. O programa também foi utilizado em Forrest Gump (1994) e centenas de outros filmes. Em 1997, Kivolowitz e Dickie receberam o Oscar de realização técnica pela criação do Elastic Reality, descrito pela AMPAS como "um sistema eficiente e fácil de usar que simplifica bastante a criação de efeitos visuais de transformações em filmes". Starship Troopers, Men in Black, The Lost World: Jurassic Park e Titanic estavam entre as produções daquele ano que haviam recorrido à tecnologia.
O primeiro aplicativo para computadores pessoais a oferecer o efeito foi o  Morph, desenvolvido pela Gryphon Software para o Macintosh em 1992. Outros programas pioneiros de morphing foram lançados nos anos seguintes para sistemas como Amiga e Windows, incluindo WinImages, PhotoMorph, Digital Morph e o próprio Elastic Reality, os quais permitiam salvar as imagens em vários formatos de animação exportáveis para fita de vídeo ou filme, bem como para formatos de quadro único como GIF, TIFF ou TARGA. Como consequência de seu uso cada vez mais generalizado, o efeito tornou-se tão comum a ponto de ser considerado clichê.

### Usos posteriores

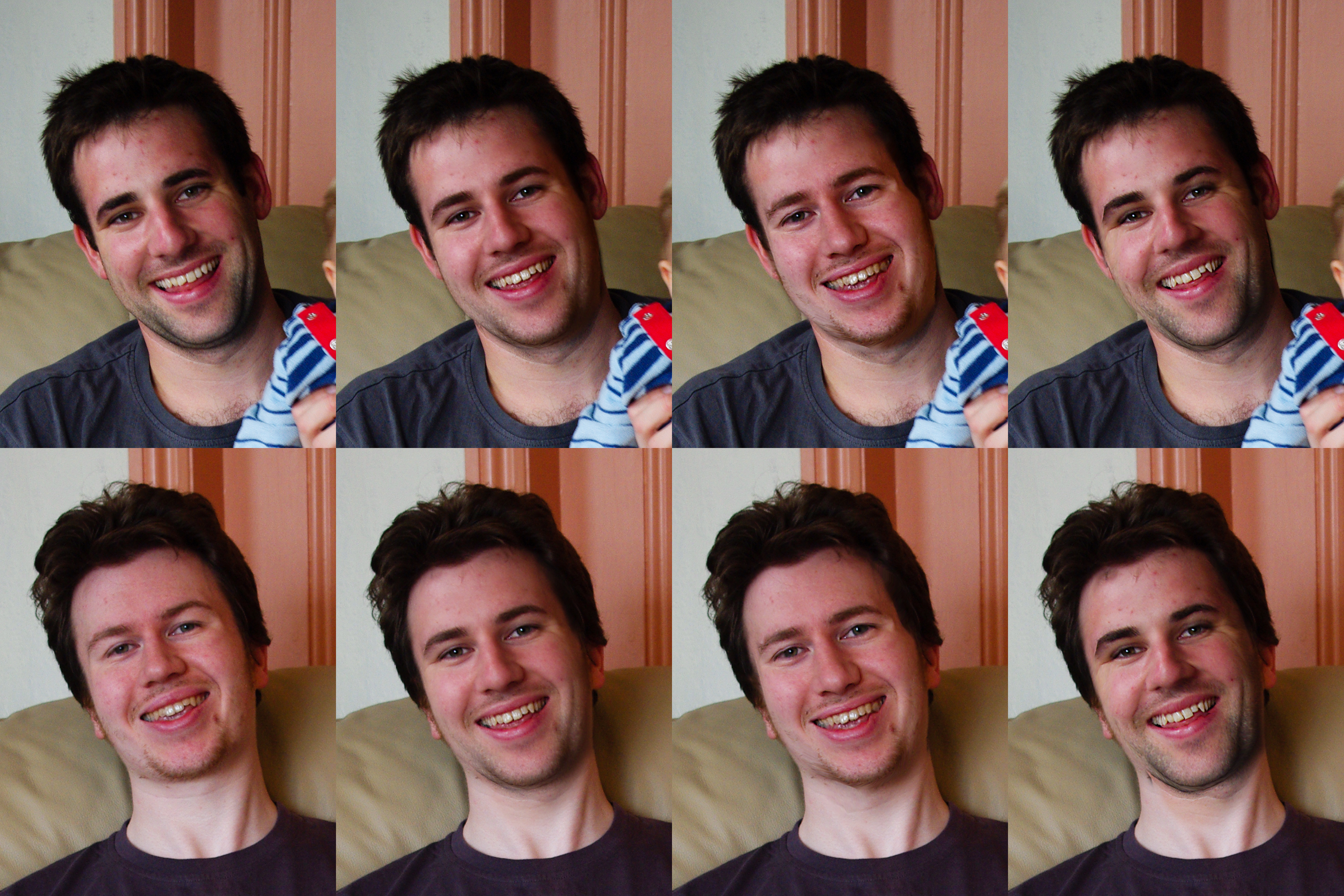
Morphing facial criado por tecnologia deepfake. A partir da foto do rosto de alguém, pode-se obter rostos semelhantes, mas parecendo ser de outras pessoas.

Com o avanço dos algoritmos de processamento de imagem, muitos programas com a função de morphing foram disponibilizados aos usuários domésticos, de aplicativos básicos que exigem pouca instrução do usuário até os mais complexos que permitem controlar todos os aspectos da transformação. Devido aos resultados cada vez mais realistas, há preocupação com o impacto negativo de imagens manipuladas nas redes sociais e na internet. O morphing pode ser usado, por exemplo, em edições de fotos para divulgação de notícias falsas sobre celebridades e políticos ou para fins de vingança e falsidade ideológica. Em 2020, o governo da Alemanha anunciou a exigência de que fotos de passaporte passassem a ser tiradas diretamente pela autoridade responsável sob supervisão de um funcionário, a fim de evitar fraudes por morphing fotográfico.
Surgida no fim da década de 2010, a controversa tecnologia deepfake, baseada em inteligência artificial, tem relação direta com o morphing. O videoclipe de "The Heart Part 5" (2022), do rapper Kendrick Lamar, foi considerado inovador por recorrer à deepfake para criar um avançado efeito de transformação do rosto do artista nas faces de personalidades negras como O. J. Simpson, Kanye West e Will Smith. O vídeo foi descrito pela Variety como um exemplo da grande evolução das técnicas transformadoras do rosto humano em vídeos musicais desde "Cry" (1985), de Godley & Creme.
O design moderno de fontes tipográficas digitais pode usar morphing, nesse contexto chamado de interpolação ou tecnologia master múltipla, para criar um intermediário entre dois estilos, por exemplo, gerando uma fonte em seminegrito ao variar a forma dela entre um estilo negrito e regular, ou expandir uma fonte normal para criar uma ultrafina ou em negrito mais destacado; a técnica é comumente usada por estúdios de design de fontes. O conceito de morphing também pode se referir a objetos concretos que podem mudar de forma, particularmente nas áreas da aviação e robótica mole. A tecnologia permite, por exemplo, o desenvolvimento de aeronaves com asas de geometria variável, trem de pouso e flaps retráteis e até a produção de robôs flexíveis que podem alternar autonomamente entre a forma de veículo terrestre e drone.